# Пуэнт-Курт
«Пуэнт-Курт» (фр. La Pointe Courte) — дебютный кинофильм французского режиссёра Аньес Варда, вышедший на экраны в 1955 году.

## Сюжет
Действие фильма происходит в Пуэнт-Курте, крошечном рыбацком поселке на южном побережье Франции, недалеко от города Монпелье. Камера внимательно следит за повседневными заботами и хлопотами простых людей. Их волнует появление санитарного инспектора, который может наказать за запрещённую ловлю ракушек поблизости от порта, так как в них содержатся вредные бактерии. Однако это единственный источник дохода для местных жителей, которые вынуждены идти на каждодневный риск попасть в тюрьму или нанести вред чужому здоровью ради того, чтобы свести концы с концами. Люди живут в крайне бедных лачугах, без удобств, со множеством детей, но не теряют человеческого облика и интереса к жизни, которая течёт своим чередом. В многодетной семье скоропостижно умирает маленький ребёнок, молодого рыбака за незаконный промысел забирают на пять дней в тюрьму, при этом выпускают на два дня для того, чтобы он принял участие в местном праздничном соревновании — рыцарском турнире на лодках. А он успевает ещё сходить на свидание с девушкой, родители которой очень не охотно отпускают её на первое свидание.
На фоне этого, почти документального рассказа о жизни посёлка развивается история молодой пары. В посёлок приезжает Луи (Филипп Нуаре), который родился и вырос здесь, но 12 лет назад уехал в Париж, четыре года назад там женился и купил квартиру. Он ожидает приезда жены, коренной парижанки Эль (Сильвия Монфор), которая задержалась на несколько дней. По приезде она заявляет, что их брак исчерпал себя, и она предлагает развестись. Тем не менее она остаётся в его доме, и в течение нескольких дней они ведут спокойные разговоры о любви и своих отношениях. Похоже, что никакого неразрешимого конфликта или противоречия между супругами нет, и речь идёт скорее о кризисе, возникшем в результате того, что отношения перешли в слишком спокойное русло, и рутина повседневной жизни отодвинула на второй взаимные чувства, которые между ними, безусловно, есть. Беседы и прогулки по морскому побережью, тишина и спокойствие природы, посещение местного праздника с рыцарским турниром как будто наполнили Эль новыми силами, и в финале картины будущее этой молодой пары выглядит скорее оптимистичным…

## В ролях
Сильвия Монфор — Эль
Филипп Нуаре — Луи

## Производство
Варда первоначально поехала в Пуэнт-Курт, чтобы сделать фотографии для своего больного друга, который был уже не в состоянии посетить родные места. Посмотрев отснятый материал, она взяла на прокат камеру, чтобы снять фильм о супружеской паре, которая там живёт. Варда зарегистрировала собственное предприятие и начала работу. Бюджет фильма был очень скромным, всего 14000 долларов, это составляет приблизительно четверть бюджета таких фильмов, как «400 ударов» и «На последнем дыхании». Никому из артистов и членов съёмочной команды за работу не платили.

## Характеристика фильма
Композиционно фильм построен из двух планов, которые имеют между собой определённые точки соприкосновения. Первый план — это практически документальный показ посёлка Пуэнт-Курт, его жизни и его обитателей. Эта часть картины выполнена под заметным влиянием Итальянского неореализма, в частности, таких фильмов, как «Земля дрожит» Лукино Висконти. Съёмки ведутся на натуре, во всех ролях задействованы непрофессиональные актёры — местные жители, мозаичный сюжет состоит из нескольких небольших переплетающихся эпизодов каждодневной жизни, большое внимание уделено детальному и беспристрастному показу социальных и бытовых условий жизни рыбаков и их семей.
Второй план картины — общение молодой супружеской пары — выполнен в совершенно ином ключе. Герои принимают статичные позы, говорят с преувеличенно театральными интонациями, используют возвышенный слог и рассуждают о любви и взаимоотношениях на уровне понятий, а не фактов. Такая новаторская для того времени манера подачи материала вскоре появится в фильмах «В прошлом году в Мариенбаде» и «Хиросима, любовь моя», который поставил Ален Рене, который делал монтаж этой картины. В 1961 году он вспоминал про эту работу: «Это была история мужчины и женщины, переживающих кризис своих отношений. Беда фильма заключалась в том, что он опередил своё время. Я уверен, что сегодня он нашел бы своего зрителя».
Своим использованием приёмов кинодокументалистики, особой, искусственной манерой актёрской игры и монтажом, чередующим различные по жанру, стилистике и содержанию эпизоды, эта картина во многом предвосхитила появление Французской новой волны, особенно, раннее творчество Жана-Люка Годара.